# Pulau Doom
Pulau Doom är en ö i Indonesien.   Den ligger i provinsen Papua Barat, i den östra delen av landet, 2 800 km öster om huvudstaden Jakarta. Arean är 0,68 kvadratkilometer.
Terrängen på Pulau Doom är platt. Öns högsta punkt är 32 meter över havet. Den sträcker sig 0,8 kilometer i nord-sydlig riktning, och 1,2 kilometer i öst-västlig riktning.